# Neutrophilie
Als Neutrophilie bezeichnet man einen Anstieg der Zahl eines besonderen Typs der weißen Blutkörperchen, den neutrophilen Granulozyten (kurz: Neutrophile), im Blut. Die Neutrophilie ist die häufigste Form der Leukozytose, also der Erhöhung der Zahl der weißen Blutkörperchen.

## Physiologische Neutrophilie
Die physiologische Neutrophilie wird durch die Ausschüttung des Hormons Adrenalin hervorgerufen, beispielsweise bei Angst, Freude oder schwerer körperlicher Betätigung. Adrenalin führt zu einem vorübergehenden, etwa einstündigen Anstieg reifer Neutrophiler durch Freisetzung von Neutrophilen aus den Speichergeweben in das Blut.

## Glucocorticoidinduzierte Neutrophilie
Zu einem Anstieg der Glucocorticoid-Spiegel kann es durch Verabreichung als Medikament (exogen), aber auch endogen durch vermehrte Bildung in der Nebenniere (etwa beim Morbus Cushing oder bei Stress, Schmerz oder Traumen) kommen. Glucocorticoide setzen vermehrt reife Neutrophile aus den Speichern in das Blut frei und hemmen außerdem die Wanderung der Neutrophilen aus dem Blut in die Gewebe. 
Bei Verabreichung exogener Glucocorticoide erfolgt der Anstieg der Neutrophilenzahl innerhalb von vier bis acht Stunden und kehrt nach ein bis drei Tagen wieder auf den Ausgangswert zurück.

## Akute Entzündung
Akute Entzündungen, Sepsis, Nekrosen oder immunvermittelte Erkrankungen führen zu einem erhöhten Bedarf an Neutrophilen in den Entzündungsherden und einer verstärkten Freisetzung aus dem Knochenmark. Bei stärkeren Entzündungen werden dabei vermehrt unreife Neutrophile freigesetzt, es kommt zu einer Linksverschiebung.
Die chirurgische Entfernung eines Entzündungsherdes oder eine Wunddrainage führen ebenfalls zu einem vorübergehenden Anstieg der Neutrophilenzahl.

## Chronische Entzündung
Einige chronisch-eitrige Entzündungen (z. B. Pyometra, Abszesse, Pyothorax, Pyodermie) und einige Neoplasien können zu einer vermehrten Bildung (Hyperplasie) von Neutrophilen im Knochenmark und damit zu einer starken Neutrophilie führen. Auch hier sind Linksverschiebung sowie Monozytose und oft auch Hyperglobulinämie häufig.
Eine zweite Form der Neutrophilie bei chronischen Entzündungen entsteht, wenn sich ein Gleichgewicht aus Knochenmarksproduktion, -freisetzung und Gewebsbedarf einstellt. Hierbei ist die Leukozytengesamtzahl und Neutrophilenzahl meist im oberen Normalbereich oder nur leicht erhöht und eine Monozytose die markanteste Veränderung im weißen Blutbild.

## Anämie
Bei einer Anämie infolge von Blutungen oder durch immunvermittelte Erkrankungen mit Hämolyse kommt es ebenfalls zu einem Anstieg der Leukozytenzahl. Reife Neutrophile werden etwa drei Stunden nach einer akuten Blutung vermehrt freigesetzt. 

## Chronische granulozytäre Leukämie
Die chronische granulozytäre Leukämie ist zumeist durch eine deutliche Neutrophilie mit Linksverschiebung gekennzeichnet. Dabei werden vermehrt unreife Neutrophilenvorläufer (Promyelozyten, Myeloblasten) angetroffen. 

## Angeborene Neutrophilien
Ein angeborener B2-Integrin-Mangel kann bei einigen Hunderassen (v. a. Irish Setter) auftreten und führt zu einer verminderten Adhäsion der Neutrophilen an das Endothel, einer verminderten Chemotaxis und verminderter Abwehrkraft gegen Bakterien. Hierbei kommt es zu einer Neutrophilie und zu häufig wiederkehrenden Infektionen.
Die zyklische Hämatopoiese (grey colic syndrome) ist durch zyklische Schwankungen der Leukozytenzahl in Intervallen von 10 bis 12 Tagen gekennzeichnet. Hierbei wechseln sich Neutrophilie und Neutropenie ab.